# Râul Ciunget, Dofteana
Râul Ciunget este un curs de apă, afluent al râului Dofteana.

## Hărți
- Harta munții Nemira
- Ovidiu Gabor - Economic Mechanism in Water Management ][nefuncțională]